# Francisco de Paula Homem da Costa Noronha
Francisco de Paula Homem da Costa Noronha (Angra do Heroísmo, 17 de novembro de 1867 — Angra do Heroísmo, 20 de fevereiro de 1953) foi um funcionário público e político açoriano, ligado a uma das mais proeminentes famílias políticas terceirenses, que, entre outras funções, foi governador civil do Distrito Autónomo de Angra do Heroísmo no tempo da Primeira República Portuguesa.

## Biografia
Nasceu em Angra do Heroísmo, filho de Heitor Homem da Costa Noronha, o 1.º barão de Costa Noronha, um rico terratenente e político terceirense. 
Seguindo a tradição familiar, desde cedo teve envolvimento político nas hostes do Partido Regenerador, agremiação em que militava boa parte da sua família alargada. Profissionalmente, foi funcionário da Capitania do Porto de Angra do Heroísmo.
Em 1902 foi eleito procurador à Junta Geral do Distrito Autónomo de Angra do Heroísmo, proposto pelo Partido Regenerador, mantendo-se em cargos electivos até à implantação da República Portuguesa em outubro de 1910. Após um breve hiato, aderiu aos ideais republicanos e continuou a sua actividade política na Primeira República, gravitando para as hostes nacionalistas.
Em 1920 foi nomeado presidente da comissão administrativa da Junta Geral, funções que exerceu até 1922, ano em por decreto de 13 de janeiro, do governo (o XXXIV da I República), presidido por Cunha Leal, foi nomeado governador civil de Angra do Heroísmo, tomando posse no dia 21 desse mês. Demitiu-se na sequência das eleições para o Congresso da República realizadas nesse ano, sendo exonerado a 18 de Fevereiro de 1922.
Manteve-se com actividade político durante o período do Estado Novo.